# 堂崎站
堂崎站（日语：／ Dozaki eki */?）是位於長崎縣南島原市有家町石田1338番1號，島原鐵道島原鐵道線的已停用車站。

## 歷史
- 1922年（大正11年）4月22日 - 口之津鐵道車站啟用[1]。當初為終點站。
- 1926年（大正15年）7月2日 - 鐵路線延長至南有馬站（後來為原城站）[2]，成為中途車站。
- 1943年（昭和18年）7月1日 - 公司合併，成為島原鐵道車站。
- 1964年（昭和39年）10月1日 - 成為業務委託車站。
- 1981年（昭和56年）10月1日 - 結束貨物業務，同時成為無人車站。
- 1984年（昭和59年）7月17日 - 撤走列車交會設備。
- 2008年（平成20年）4月1日 - 隨著島原外港站至加津佐站之間廢止，此站也永久停用。

## 車站構造
此站是地面車站，設有1面1線的單式月台。月台位於路軌東邊。此站沒有車站大樓，於月台上設有候車室。站前設有廁所和單車停泊處。此站是無人車站。

## 車站周邊
- 堂崎郵局
- 國道251號（日语：国道251号）

## 使用狀況
在此站最後的一個營業年度（2007年度），一年總乘車人次為12,787人，下車人次為12,858人。
以下為一年總乘車人次和下車人次變化。
| 年度               | 一年總 乘車人次 | 一年總 下車人次 |
| ------------------ | --------------- | --------------- |
| 1997年（平成09年） | 17,659          | 18,808          |
| 1998年（平成10年） | 20,081          | 21,004          |
| 1999年（平成11年） | 20,049          | 21,042          |
| 2000年（平成12年） | 17,289          | 17,316          |
| 2001年（平成13年） | 17,982          | 17,724          |
| 2002年（平成14年） | 15,604          | 15,946          |
| 2003年（平成15年） | 16,640          | 16,872          |
| 2004年（平成16年） | 18,131          | 18,113          |
| 2005年（平成17年） | 17,646          | 17,605          |
| 2006年（平成18年） | 14,161          | 13,838          |
| 2007年（平成19年） | 12,787          | 12,858          |

## 相鄰車站
島原鐵道
島原鐵道線
布津－堂崎－蒲河

## 注腳
1. ↑  「地方鉄道運輸開始」『官報』1922年4月26日（國立國會圖書館數碼化收藏）
2. ↑  「地方鉄道運輸開始」『官報』1926年7月8日（國立國會圖書館數碼化收藏）
3. ↑  第56版（平成21年）長崎統計年鑑 （页面存档备份，存于）（日語） - 長崎縣
4. ↑  長崎縣統計年鑑  （页面存档备份，存于）（日語）